# Georges Heberlein
Georges Heberlein (* 1. Februar 1874 in Wattwil; † 31. Oktober 1944 ebenda) war ein Schweizer Chemiker, Politiker und Industrieller.

## Biografie
Georges Heberlein studierte Chemie am Eidgenössischen Polytechnikum in Zürich sowie an der Chemieschule in Mülhausen und promovierte anschliessend an der Universität Basel. 1901 heiratete er Clara Staehelin. 1896 trat er in die durch seinen Grossvater 1835 in Wattwil gegründete Garnfärberei Heberlein & Co. (später Gurit-Heberlein) ein und war als kaufmännischer Direktor tätig. Ab 1901 war Georges Heberlein Teilhaber, 1915–44 Delegierter und 1928–44 Präsident des Verwaltungsrats.
Zusammen mit seinem Cousin Eduard Heberlein leitete Georges Heberlein das Unternehmen in dritter Generation. Durch technische Neuerungen im Bereich der Textilveredelung (bspw. Mercerisation) sowie durch die Einführung der Stückfärberei und der Druckerei entwickelte sich Heberlein & Co. zu einem der führenden und bedeutendsten Textilunternehmen der Schweiz.
Als freisinniger Politiker war Heberlein im Gemeinderat Wattwil sowie 1921–27 im St. Galler Grossrat tätig. Er amtete zudem als Verwaltungsrat der SBB, der Rentenanstalt und der Adolph Saurer AG.

## Auszeichnungen
1935 wurde Georges Heberlein für seine wissenschaftlichen und technischen Forschungen im Bereich der Textilveredelung die goldene Medaille des Internationalen Kongresses der Chemikerkoloristen verleiht.